# جوليو سيزار بوربوا
جوليو سيزار بوربوا (بالإسبانية: Julio César Borboa)‏ مواليد 12 أغسطس 1969 في ولاية سونورا، المكسيك، هو ملاكم محترف مكسيكي يصنف ضمن فئة الوزن الخفيف. حقق بطولة الاتحاد الدولي للملاكمة.

## إحصائيات
خاض خلال مسيرته 30 نزالا، فاز في 24 ولم يتعادل وخسر في 6. فاز بالضربة القاضية في 22 نزالا.

## روابط خارجية
- جوليو سيزار بوربوا على موقع بوكس ريك (الإنجليزية) (registration required)